# Кубок вызова МХЛ 2015
Кубок вызова МХЛ 2015 — шестой в истории Кубок вызова Молодёжной хоккейной лиги. Он состоялся 31 января 2015 года в Ледовом дворце города Череповец и завершился победой команды «Запада» со счётом 3:2 (по бул.).
Лучшими игроками матча были признаны капитаны команд Роман Манухов у «Запада» и Александр Акмальдинов у «Востока».
| Сборная Запада | Сборная Запада | Сборная Запада      | Сборная Запада               | Сборная Востока | Сборная Востока | Сборная Востока           | Сборная Востока    |
| -------------- | -------------- | ------------------- | ---------------------------- | --------------- | --------------- | ------------------------- | ------------------ |
| №              | Гр.            | Фамилия Имя         | Команда                      | №               | Гр.             | Фамилия Имя               | Команда            |
| Вратари        |                |                     |                              |                 |                 |                           |                    |
| 60             | Россия         | Иван Бочаров        | ХК МВД                       | 1               | Россия          | Артём Загидулин           | Стальные лисы      |
| 69             | Россия         | Станислав Жучин     | Беркуты Кубани               | 73              | Россия          | Егор Назаров              | Белые медведи      |
| Защитники      |                |                     |                              |                 |                 |                           |                    |
| 4              | Россия         | Антон Сизов         | Алмаз                        | 4               | Россия          | Александр Федотов         | Олимпия            |
| 24             | Словакия       | Владимир Лукачик    | Сахалинские акулы            | 16              | Россия          | Тимур Булатов             | Реактор            |
| 26             | Россия         | Дмитрий Пугачёв     | Беркуты Кубани               | 17              | Россия          | Евгений Зирин             | Челны              |
| 27             | Беларусь       | Дмитрий Заламай     | Юность                       | 27              | Россия          | Андрей Волгин             | Стальные лисы      |
| 51             | Россия         | Никита Мойсеев (А)  | СКА-Серебряные львы          | 36              | Россия          | Константин Забавин        | Белые медведи      |
| 56             | Россия         | Роман Манухов (К)   | Локо                         | 37              | Россия          | Константин Дроков         | Кузнецкие медведи  |
| 65             | Россия         | Борис Костыгов      | СКА-1946                     | 53              | Россия          | Вадим Хришпенц            | Мамонты Югры       |
| 74             | Россия         | Сергей Алексеев (А) | МХК Спартак                  | 65              | Россия          | Руслан Ибатуллин (А)      | Толпар             |
| Нападающие     |                |                     |                              |                 |                 |                           |                    |
| 10             | Россия         | Кирилл Смирнов      | МХК Химик                    | 12              | Россия          | Кирилл Власов             | Юниор              |
| 15             | Россия         | Кирилл Миронишин    | МХК «Динамо Санкт-Петербург» | 21              | Россия          | Сергей Шуньков            | Белые тигры        |
| 17             | Россия         | Станислав Кучкин    | Капитан                      | 23              | Россия          | Егор Петухов              | Кристалл           |
| 18             | Латвия         | Родриго Аболс       | ХК Рига                      | 44              | Россия          | Константин Чеботаев       | Сибирские снайперы |
| 28             | Россия         | Даниил Вовченко     | Алмаз                        | 46              | Россия          | Артём Расулов             | Ирбис              |
| 57             | Россия         | Павел Макаренко     | Русские витязи               | 47              | Россия          | Максим Баранов            | Снежные барсы      |
| 63             | Россия         | Павел Красковский   | Локо                         | 55              | Россия          | Денис Шураков             | Чайка              |
| 64             | Россия         | Камиль Шиафотдинов  | Атланты                      | 66              | Россия          | Александр Акмальдинов (К) | Мамонты Югры       |
| 66             | Беларусь       | Владислав Мисников  | Динамо-Шинник                | 71              | Россия          | Роман Ивашов              | Авто               |
| 68             | Россия         | Иван Силаев         | Красная армия                | 74              | Россия          | Константин Белов (А)      | Тюменский легион   |
| 80             | Италия         | Йоахим Рамозер      | Ред Булл                     | 96              | Россия          | Антон Угольников          | Омские ястребы     |
| 86             | Россия         | Дмитрий Моисеев     | Алмаз                        | 97              | Россия          | Егор Бабенко              | Ладья              |
| Тренеры        |                |                     |                              |                 |                 |                           |                    |
|                | Россия         | Евгений Михалкевич  | Алмаз                        |                 | Россия          | Павел Езовских            | Мамонты Югры       |
|                | Россия         | Алексей Ярушкин     | Атланты                      |                 | Россия          | Игорь Андросов            | Стальные лисы      |
|                | Россия         | Рамиль Сайфуллин    | Беркуты Кубани               |                 | Россия          | Владимир Громилин         | Кристалл           |

## Ход игры
| 31 января 2015 | Запад | 3 : 2 (0:1, 2:0, 0:1, 0:0, 1:0) | Восток | Ледовый дворец Зрителей: 5685 |

| Отчёт                                                                                   | Отчёт                         | Отчёт                                                                | Отчёт                      | Отчёт                                       |
| --------------------------------------------------------------------------------------- | ----------------------------- | -------------------------------------------------------------------- | -------------------------- | ------------------------------------------- |
|                                                                                         |                               |                                                                      |                            |                                             |
|                                                                                         | Бочаров (29:14, Жучин)        | Вратари                                                              | Назаров (29:14, Загидулин) | Судьи: Свиргун (Москва) Пахомов (Череповец) |
|                                                                                         | Голы:                         |                                                                      |                            | Судьи: Свиргун (Москва) Пахомов (Череповец) |
| Алексеев (Рамозер, Кучкин) 29:14 Манухов (Вовченко) 33:12 (бол.) Шиафотдинов 65:00 (ПБ) | 0 : 1 1 : 1 2 : 1 2 : 2 3 : 2 | Петухов (Угольников, Акмальдинов) 03:42 Акмальдинов (Хришпенц) 47:11 |                            | Судьи: Свиргун (Москва) Пахомов (Череповец) |
|                                                                                         |                               |                                                                      |                            | Судьи: Свиргун (Москва) Пахомов (Череповец) |
|                                                                                         |                               |                                                                      |                            | Судьи: Свиргун (Москва) Пахомов (Череповец) |
|                                                                                         |                               |                                                                      |                            | Судьи: Свиргун (Москва) Пахомов (Череповец) |
| 10 мин                                                                                  | Штраф                         | 8 мин                                                                |                            | Судьи: Свиргун (Москва) Пахомов (Череповец) |
|                                                                                         |                               |                                                                      |                            |                                             |
|                                                                                         | 41                            | Броски                                                               | 31                         |                                             |